# 日比野コレコ
日比野 コレコ（ひびの コレコ、2003年 - ）は、日本の小説家。奈良県生まれ、大阪府在住。ペンネームは禅語の「日日是好日」をもじったもの。

## 人物・経歴
2022年、「ビューティフルからビューティフルへ」で第59回文藝賞を受賞してデビュー。同年に別の投稿作品「夜の帳ぢきぢき」が第46回すばる文学賞の最終候補にも選ばれていたが、先に文藝賞を受賞したことにより選考対象外になった。2025年、「たえまない光の足し算」が第173回芥川龍之介賞の候補となる。

## 作品リスト

### 単行本
- 『ビューティフルからビューティフルへ』（河出書房新社、2022年11月）
  - 初出:『文藝』2022年冬季号
- 『モモ100%』（河出書房新社、2023年10月）
  - 初出:『文藝』2023年秋季号
- 『たえまない光の足し算』（文藝春秋、2025年7月）
  - 初出:『文學界』2025年6月号

### 共著
- 『友だち関係で悩んだときに役立つ本を紹介します。』（金原ひとみほか、河出書房新社、2024年4月）

### 単行本未収録

#### 小説
- 「ら、ふ、じゅう」 - 『an・an』2023年8月23日号
- 「愛すのぢゃーにぃ」 - 『新潮』2024年12月号
- 「白星の恋い食み」 - 『BRUTUS』2025年8月15日号

#### エッセイ
- 「トイレ詩集」 - 『群像』2023年3月号
- 「日日是好日」 - 『すばる』2023年7月号 - 9月号
- 「Surviveからliveへ」 - 『新潮』2024年2月号
- 「第六感で世界を知覚する」 - 『新潮』2024年8月号
- 「アデノウイルスで死にかけのワニ」 - 『文藝』2024年秋季号
- 「SOUL?」 - 『文學界』2025年3月号
- 「身の丈に合わないかっこつけ」 - 『小説 野性時代』2025年6月号

#### 対談
- 「受賞記念対談 穂村弘×日比野コレコ 言葉を異化するパンチラインの作法」[5] - 『文藝』2022年冬季号
- 「あの人と短歌」（穂村弘との対談） - 『NHK短歌』2023年5月号 - 7月号
- 「10代でデビューしたふたりが語る、小説を書き続けていくこと。青羽悠×日比野コレコ」[6] - 『an・an』2023年8月9日号